# Massakern på Jokela skola
Massakern på Jokela skola inträffade den 7 november 2007 vid Jokela skolcentrum, en högstadie- och gymnasieskola i samhället Jokela i Tusby kommun i Finland. Totalt nio personer sköts till döds, bland dem gärningsmannen Pekka-Eric Auvinen som begick självmord. Det var den andra gången ett skottdrama utspelades på en finsk skola. Den förra gången en liknande händelse inträffade var 1989 vid Raumanmeriskolan i Raumo, då två personer dödades.

## Händelseförloppet och Auvinen
Omkring klockan 11:40 öppnade Pekka-Eric Auvinen, en 18-årig elev, eld vid Jokelaskolan. Det utbröt kaos och panik och skolans rektor försökte få eleverna att stanna i klassrummen med dörrarna låsta. Några av ungdomarna krossade fönsterrutorna för att ta sig ut ur byggnaden den vägen. Den första polispatrullen anlände 11.55. Därefter anlände även tungt beväpnad polis, med insatsstyrkan Beredskapsenheten (finska: Valmiusyksikkö), och omringade skolan. Detta tog inte mer än nio minuter.
Auvinen besköt polisen vid ett tillfälle med två skott utan att orsaka några skador. Gärningsmannen gick sedan omkring i skolan; först knackade han på dörrarna till klassrummen, för att sedan skjuta sina offer flera gånger i huvudet, bröstkorgen eller bålen. Han verkar ha valt ut sina offer, då han rapporteras ha låtit flickor och mindre barn gå. Åtta människor avled av gärningsmannens skott. Sex av offren var elever, fem pojkar och en vuxenstuderande kvinna. De övriga offren var skolans rektor och skolans sjuksköterska, den senare misstogs först för en elev. 12 människor fick skottskador och ett okänt antal människor skadades av krossat glas.
Auvinen avfyrade totalt 76 skott. Enligt polisen sköt han det sista skottet klockan 12:04. Slutligen sköt han sig själv i huvudet. Svårt skadad fördes han 14:45 till Tölö sjukhus där han avled klockan 23:00 lokal tid. Man vet att han har laddat upp filmer på Youtube en dag före skottlossningen. Den 8 november 2007 flaggade finska flaggan på halv stång runt om i världen.

## Filosofi
En av Auvinens inspirationskällor ska ha varit den finländske filosofen Pentti Linkola. Han var även fascinerad av och drogs till extrema ideologier och forna nationer såsom Tyskland under Hitlers tid och Josef Stalins Sovjet. Bland hans favoritfilmer stod bland annat Natural Born Killers, Falling Down och Matrix med på listan, samt att han verkade tycka om James Bond-skurken Max Zorin, vars scen i Bondfilmen Levande måltavla  när denne skurk (spelad av Christopher Walken) brutalt mejar ned arbetskollegor och vänner med en Uzi, han hade laddat upp på Youtube satt till låten "Taking Care of Business".

## Varning på Youtube redan i juni
Auvinen var aktiv på Youtube, där han kallade sig bland annat ”sturmgeist89”. Han skrev på sin användarsida att han trodde på naturligt urval, samt att mänskligheten var värdelös. Användarsidan avlägsnades från Youtube efter massakern.
Enligt Wired hade en annan registrerad användare av Youtube, TheAmazingAtheist (Thomas Kincaid), redan i juni dragit uppmärksamhet till Auvinens videor. TheAmazingAtheist uppmanade polisen att undersöka Auvinen och några andra, för att de hade laddat upp videoklipp som uttryckte beundran för skolmassakrer och Oklahoma-bombningen. TheAmazingAtheist ansåg att dessa användare visade varningstecken på att vara mer än bara förtjusta i eller intresserade av våld.